# Rejchartice (Dvorce)

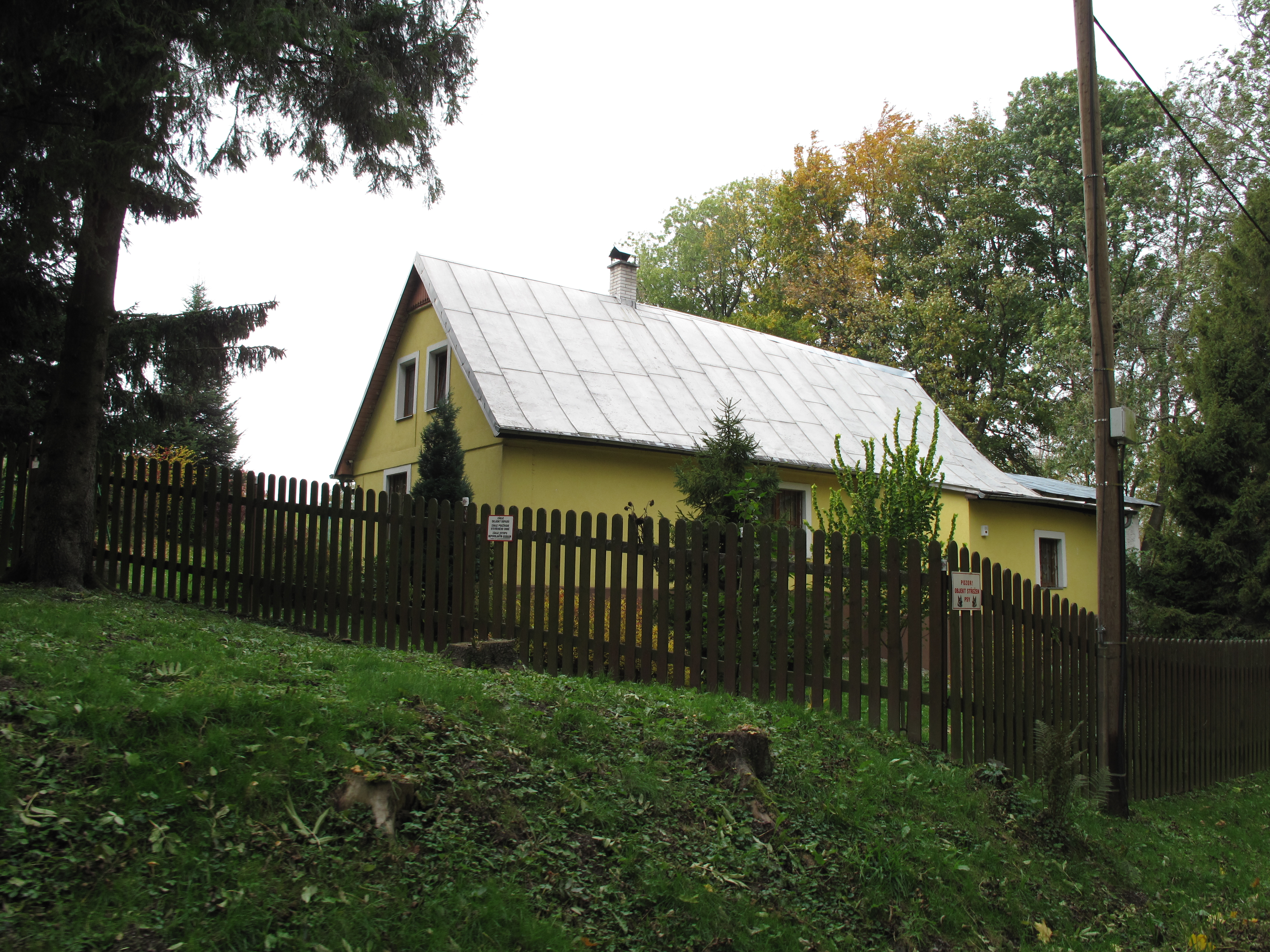
Eines der erhaltenen Häuser

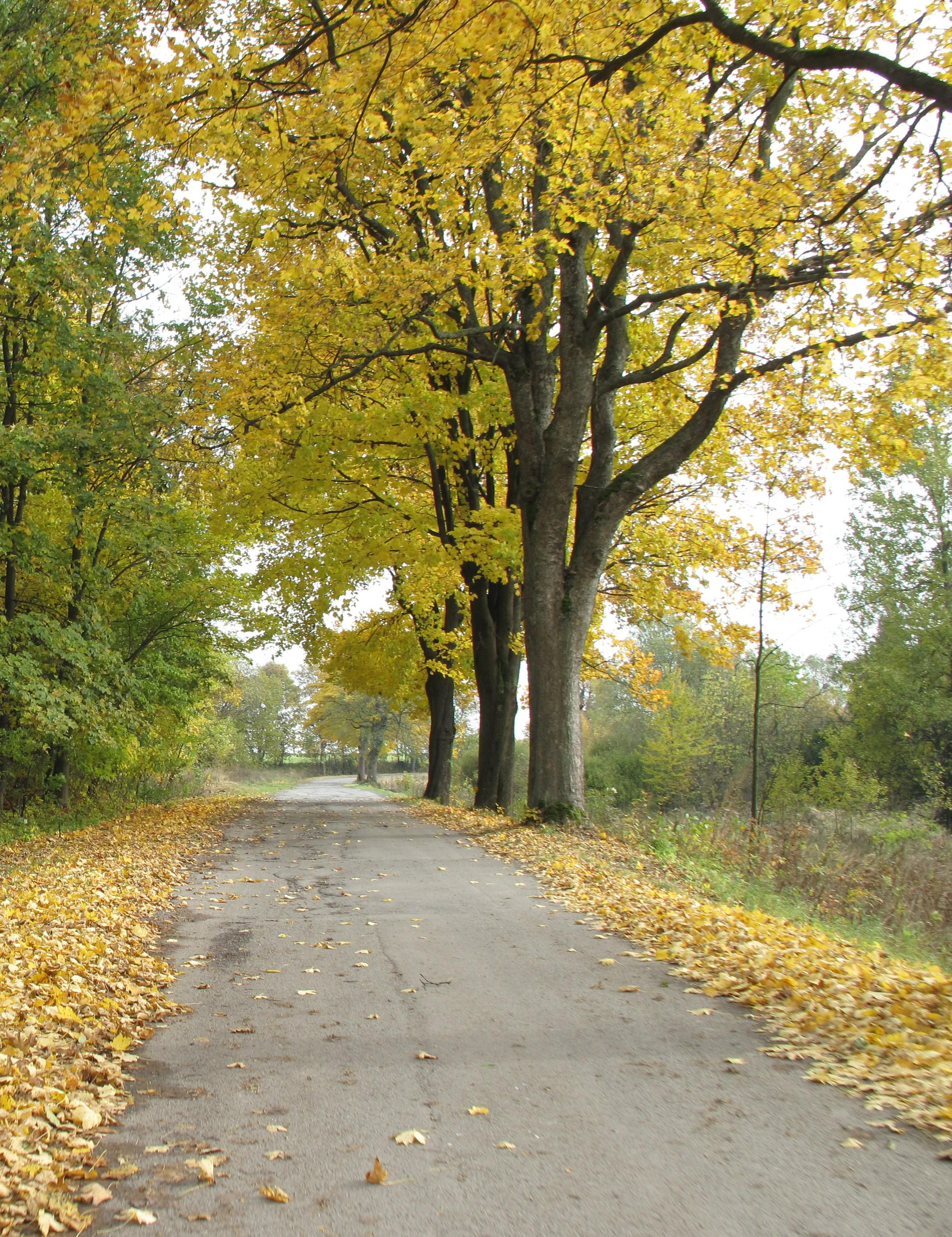
Dorfstraße

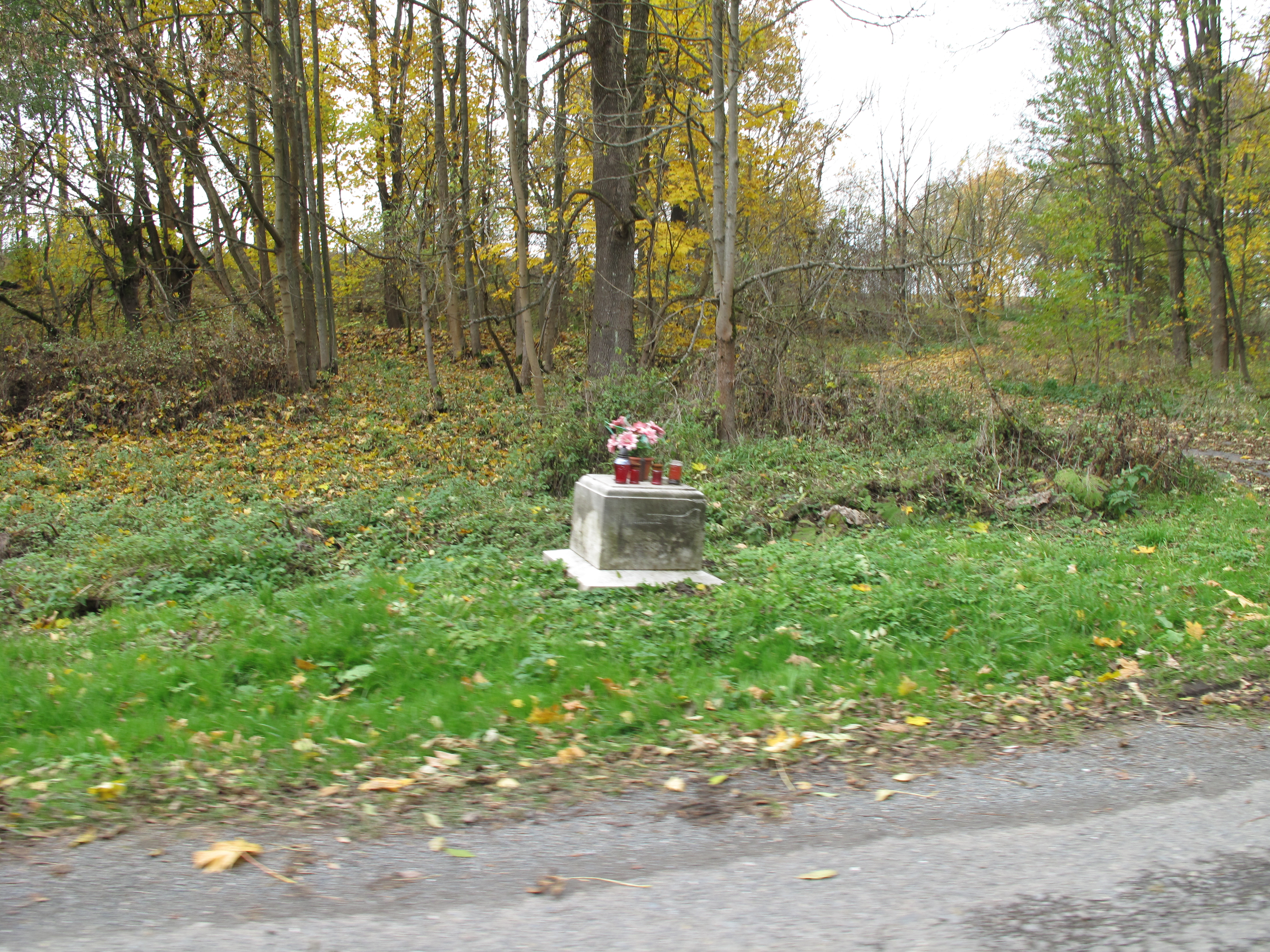
Torso des Krumpholz-Kreuzes

Rejchartice (deutsch Reigersdorf) ist ein Ortsteil der Gemeinde Dvorce (Hof) in Tschechien. Das weitgehend erloschene Dorf liegt sechs Kilometer nordöstlich von Moravský Beroun (Bärn) und gehört zum Okres Bruntál.

## Geographie
Rejchartice erstreckte sich im Niederen Gesenke (Nízký Jeseník) am Oberlauf des Baches Rejchartický potok (Reigersdorfer Bach). Nördlich erhebt sich der Pekelný vrch (Höllenberg, 633 m n.m.), im Osten der Stráž (Wachberg, 665 m n.m.), südöstlich der Slunečný kopec (669 m n.m.), im Süden der Červený kopec (Roter Berg, 693 m n.m.), südwestlich die Březová (Langenbirke, 689 m n.m.) sowie im Nordwesten der Žleb (Grundberg, 662 m n.m.). Im südlichen Teil der Gemarkung entspringen der Libavský potok (Liebauer Bach) und der Lobník (Lobnig). Nördlich von Rejchartice verläuft die Staatsstraße I/46 zwischen Moravský Beroun und Dvorce. 
Nachbarorte sind Křišťanovice (Christdorf) im Norden, Dvorce im Nordosten, Budišov nad Budišovkou (Bautsch), Dolní Guntramovice (Unter-Gundersdorf) und Horní Guntramovice (Ober-Gundersdorf) im Südosten, Trhavice (Reisendorf), Norberčany (Nürnberg) und Stará Libavá (Alt Liebe) im Süden, Nová Véska (Neudörfel), Sedm Dvorů (Siebenhöfen), Moravský Beroun und Hajmrlov (Heimerldorf) im Südwesten, Čabová (Brockersdorf) und Dětřichov nad Bystřicí (Dittersdorf) im Westen sowie Nové Valteřice (Neu Waltersdorf) im Nordwesten. 

## Geschichte
Das Dorf wurde wahrscheinlich nach 1250 im Zuge der Kolonisation des Berglandes durch fränkische Siedler gegründet und nach seinem Lokator benannt. Die erste urkundliche Erwähnung von Richartice erfolgte im Jahre 1269 im Zuge eines Grenzstreits zwischen der mährischen Herrschaft Sternberg und dem mährischen Kloster Hradisko, dabei wurde Richartice als eines der 36 zu Sternberg gehörigen Dörfer aufgeführt. Als Bischof Albrecht von Sternberg 1364 das Städtchen Hof vom Heimfall befreite, umfasste dieses Privileg auch die Hofer Weichbilddörfer, darunter Richartice. Die erste Erwähnung von Bergwerken und Goldwäschen bei Reycharticz und Brockersdorf erfolgte in den 1380er Jahren. 1384 erließ Peter von Bechin auf Sternberg eine Bergordnung. Im Jahre 1410 bestätigte der Grundherr, Peter (II.) von Krawarn und Straßnitz, der Stadt Hof die alten Privilegien – darunter auch das Meilenrecht über Reycharticz und sechs weitere Dörfer. In Folge der Beulenpestepidemie zwischen 1552 und 1557 war das Dorf fast gänzlich ausgestorben und wurde mit Siedlern aus dem Fürstentum Neisse und der Grafschaft Glatz neu besiedelt. Als erster namentlich bekannter Erbrichter ist 1556 Adam Guresa überliefert. Im Laufe der Zeit wurden verschiedene Formen des Ortsnamens verwendet: Reichazz (1448), Rejchartice bzw. Rajchartice (ab 1480), Rychartice (1517), Reigersdorf bzw. Reygrsdorf (ab 1599) sowie Raygersdorf (ab 1676).
Zum Ende des 16. Jahrhunderts ließ der Besitzer der Herrschaft Sternberg, Karl II. von Münsterberg, in Karlsberg das Schloss Karlsberg mit einem Meierhof als neuen Verwaltungssitz für die Dörfer des Hofer Ländchens errichten. Durch die 1602 neu erlassene Robotverordnung der Gutsverwaltung Hof-Karlsberg wurde das Dorf Reigersdorf dem Meierhof Bärn zugewiesen; jedoch waren die Dorfbewohner während der Ernte auch zu Mähdiensten auf dem weit entfernten Karlsberger Hof verpflichtet. Infolge des Erlöschens der Münsterberger Linie der Herren von Podiebrad fiel die Herrschaft Sternberg 1648 Silvius I. Nimrod von Württemberg zu. Im Urbar der Herrschaft Sternberg von 1664 sind für Reigersdorf 18 Bauern und acht Gärtner aufgeführt. 1692 wurde die Herrschaft Sternberg unter Silvius I. Nimrods Nachkommen aufgeteilt, Silvius II. Friedrich erhielt das Amt Karlsberg. Herzog Silvius II. Friedrich veräußerte die neugebildete Herrschaft Karlsberg bereits am 13. Mai 1693 an den Hofkanzler Dietrich Heinrich von Strattmann. In Folge der Erbteilung vom 15. Juli 1694 fiel die Herrschaft dem Reichshofrat Heinrich Johann Franz Graf von Strattmann zu, der sie am 1. September 1699 an Johann Adam Andreas von Liechtenstein verkaufte. Danach blieb die Herrschaft Karlsberg immer im Besitz der Fürsten von Liechtenstein. Auf Grund des weiten Schulweges nach Hof wurde 1785 im gemeindlichen Hirtenhaus eine Dorfschule eingerichtet. 1789 hob Fürst Alois I. von Liechtenstein den unwirtschaftlich gewordenen Bärner Meierhof auf; dadurch wurden die Bewohner von Reigersdorf auf dem Karlsberger Hof robotpflichtig.
Im Jahre 1835 bestand das im Olmützer Kreis gelegene Dorf Reigersdorf bzw. Reghartice aus 39 Häusern mit 272 deutschsprachigen und katholischen Einwohnern. Haupterwerbsquelle war die Landwirtschaft. Im Ort gab es 25 Bauern, 14 Häusler, eine Schule und eine dem hl. Antonius von Padua gewidmete Kapelle. Pfarrort war Hof. Wegen Zunahme der Schülerzahl wurde 1839 ein neues Schulgebäude errichtet und das alte Schulhaus verkauft. Bis zur Mitte des 19. Jahrhunderts blieb Reigersdorf der Allodialherrschaft Karlsberg untertänig.
Nach der Aufhebung der Patrimonialherrschaften bildete Reigersdorf / Rejhartice ab 1849 eine Gemeinde im Gerichtsbezirk Hof und Bezirk Sternberg. Zwischen 1855 und 1868 war die Gemeinde dem Bezirk Hof zugeordnet. Bis 1860 wurde im Ort eine Gipsmühle betrieben. Ab 1869 gehörte Reigersdorf wieder zum Bezirk Sternberg. Zu dieser Zeit hatte die Gemeinde 283 Einwohner und bestand aus 40 Häusern. Weil die Kapelle des hl. Antonius zu klein und für die Abhaltung von Gottesdiensten untauglich war, wurde 1870 auf Initiative des Gemeindevorstehers Josef Richter mit dem Bau einer Kirche begonnen. Die Maurerarbeiten wurden nach Plänen und unter der Leitung eines Odrauer Baumeisters mit Handlangerdiensten der Bewohner durchgeführt, so dass die Baukosten bei lediglich 12.000 Gulden lagen. Die Ziegel brannte der Gemeindevorsteher, für das Bauholz ließ die Gemeinde einen Teil ihres Waldes schlagen. 1873 wurde die Kirche dem hl. Antonius von Padua geweiht. Im selben Jahre wurde der Friedhof angelegt. Nachdem 1893 der Sternberger Bezirkshauptmann Vischolwitzer die sanitären Zustände in der Reigersdorfer Volksschule besichtigt hatte, wurde der Gemeinde nicht nur deren Beseitigung, sondern auch die Errichtung eines neuen Schulgebäudes auferlegt. Die 1898 eröffnete Schmalspurbahn Bärn-Andersdorf–Hof führte nördlich des Dorfes durch den Lobniggrund, wo – bereits auf Hofer Gemarkung – der Haltepunkt Reigersdorf lag. Im Jahre 1900 lebten in Reigersdorf 257 Personen, 1910 waren es 248. Zum 1. Oktober 1910 wurde die Gemeinde in den Bezirk Bärn umgegliedert. 1914 erwirkte der Bärner Bezirkshauptmann Plschek einen staatlichen Zuschuss von einem Viertel der Baukosten in Höhe von 7500 Kronen, um den immer wieder angemahnten Schulmissstand endlich abzustellen. Der Hofer Baumeister Müller, der den Zuschlag für den Schulneubau erhalten hatte, wurde nach der Errichtung der Grundmauern zum Kriegsdienst einberufen, so dass der Bau eingestellt und das Baumaterial verkauft werden musste. Im Nachhinein erwies sich der 1913 angekaufte Schulbauplatz wegen Nässe als ungeeignet.
Nach dem Zusammenbruch der k.k. Monarchie wurde die Gemeinde 1918 Teil der neu gebildeten Tschechoslowakei. 1921 wurde das Dorf elektrifiziert. Am 12. Juni 1921 erfolgte die Enthüllung eines Kriegerdenkmals für die 13 gefallenen und zwei vermissten Männer aus Reigersdorf. Beim Zensus von 1921 lebten in den 57 Häusern der Gemeinde Reigersdorf / Rejchartice 261 Personen, darunter 253 Deutsche und zwei Tschechen. Im Jahre 1930 bestand die Gemeinde Reigersdorf aus 44 Häusern und hatte 235 Einwohner; 1939 waren es 225. 1933 wurde die unrentabel gewordene Schmalspurbahn stillgelegt. Im selben Jahr nahm eine Kommission unter Leitung des Bezirkshauptmanns Langer die Missstände in der Reigersdorfer Schule auf und beauflagte die Gemeinde mit der Realisierung des Schulneubaus. In Folge der Weltwirtschaftskrise war die Finanzierung eines solchen Bauprojekts jedoch nicht möglich, so dass lediglich Verhandlungen wegen des Erwerbs eines anderen Bauplatzes erfolgten. Nach dem Münchner Abkommen wurde die Gemeinde im Herbst 1938 dem Deutschen Reich zugesprochen und dem Landkreis Bärn zugeordnet. Nach dem Ende des Zweiten Weltkrieges wurde Rejchartice wieder Teil der Tschechoslowakei. Die gesamte deutschsprachige Bevölkerung wurde 1946 vertrieben und der Ort mit Tschechen neubesiedelt. 1949 erfolgte die Umgliederung in den Okres Bruntál. Im Jahre 1950 lebten in den 36 Häusern von Rejchartice nur noch 91 Personen. 1961 war die Zahl der Einwohner auf 75 und 22 bewohnte Häuser zurückgegangen. 1964 wurde Rejchartice nach Dvorce eingemeindet. Im Jahre 1968 wurde das Dorf abgesiedelt und fast alle Häuser einschließlich der Kirche durch die Rote Armee abgebrochen. Angeblich soll der Bürgermeister von Dvorce nach der Niederschlagung des Prager Frühlings im Sommer 1968 bei einem Trinkgelage einem sowjetischen General ein ganzes Dorf als Baumaterial zur Wegebefestigung auf dem Truppenübungsplatz Libavá versprochen haben und musste daraufhin seine Zusage einhalten.  Im Jahre 1970 war nur noch ein Haus von Rejchartice bewohnt und der Ortsteil hatte einen einzigen Einwohner. Im Jahre 1991 war Rejchartice unbewohnt. Beim Zensus von 2011 bestand der Ort aus vier Häusern und hatte acht Einwohner.

## Ortsgliederung
Der Ortsteil Rejchartice bildet einen Katastralbezirk.

## Sehenswürdigkeiten
- Beutelskapelle (kaple Sv. Huberta), nördlich des Dorfes in der Reigersdorfer Aue an der Einmündung der Bäche Rejchartický potok und Rubaniskový potok in den Lobník
- Ehemaliges Krumpholz-Kreuz, gestiftet 1882 von Franziska und Theodor Krumpholz, erhalten ist nur der Sockel

## Ehemalige Bauwerke
- Kirche des hl. Antonius von Padua, errichtet 1870–1873, der Abbruch erfolgte im August oder September 1968 durch die Rote Armee
- Windmühle auf der Anhöhe östlich des Dorfes, sie wurde 1928 wegen Sturmschäden stillgelegt und nach dem Zweiten Weltkrieg abgerissen

## Söhne und Töchter des Ortes
- Ignaz Blaschke von Reigersheim (1795–1871), k.k. Beamter, Wohltäter und Ehrenbürger der Stadt Salzburg